# Makaronesa carinus
Makaronesa carinus är en stekelart som först beskrevs av Walker 1849.  Makaronesa carinus ingår i släktet Makaronesa och familjen puppglanssteklar. Inga underarter finns listade i Catalogue of Life.